# Strada nazionale 39 del Moncenisio
La strada nazionale 39 del Moncenisio era una strada nazionale del Regno d'Italia, che congiungeva Torino a Moncenisio.
Venne istituita nel 1923 con il percorso "Torino - Susa - Moncenisio".
Nel 1928, in seguito all'istituzione dell'Azienda Autonoma Statale della Strada (AASS) e alla contemporanea ridefinizione della rete stradale nazionale, il suo tracciato costituì per intero la strada statale 25 del Moncenisio.